# 폴리네시아어군
폴리네시아어군(영어: Polynesian languages)은 폴리네시아와 그 인근 지역에서 쓰이는 여러 언어가 이루는 어군이다. 폴리네시아어군은 오스트로네시아어족의 오세아니아어군에 포함되며, 타히티어, 사모아어, 통가어, 마오리어, 하와이어 등 약 40개의 언어가 속한다. 폴리네시아에 사람이 살게 된 지 오래되지 않아서 폴리네시아조어로부터의 언어 분기가 겨우 2000년 전쯤에 시작됐기 때문에 폴리네시아 언어들은 아직 서로 유사한 부분이 많다. 특히 어휘 면에서 그러하다. 모음은 크게 변화가 없었으며 거의 모든 언어에서 /a e i o u/이다. 자음 변화는 대체로 규칙적이다.

## 분류
폴리네시아어군은 통가어군과 핵심 폴리네시아어군으로 나뉜다. 통가어와 니우에어가 통가어군에 속하고, 나머지는 전부 핵심 폴리네시아어군에 속한다.
- 통가어군
  - 통가어 (통가)
  - 니우아포오우어 (니우아포오우섬, 통가)
  - 니우에어 (니우에)
- 핵심 폴리네시아어군
  - 푸투나어군
    - 왈리스어 또는 동우베아어 (왈리스섬, 왈리스 푸투나)
    - 푸투나어 또는 동푸투나어 (푸투나섬, 왈리스 푸투나)
    - 푸카푸카어 (푸카푸카섬, 쿡 제도)
    - 렌넬어 (렌넬섬과 벨로나섬, 솔로몬 제도)
    - 티코피아어 (티코피아섬, 솔로몬 제도)
    - 서우베아어 (우베아섬, 누벨칼레도니)
    - 푸투나아니와어 또는 서푸투나어 (푸투나섬과 아니와섬, 바누아투)
    - 멜레필라어 (멜레섬, 바누아투)
    - 에마에어 (에마에섬, 바누아투)
    - 아누타어 (아누타섬, 바누아투)

  - 엘리스어군
    - 사모아어군
      - 사모아어 (사모아)
      - 토켈라우어 (토켈라우 및 사모아의 스웨인스 제도)

    - 엘리스외곽어군
      - 투발루어 (투발루)
      - 누쿠오로어 (누쿠오로, 미크로네시아 연방)
      - 카핑아마랑이어 (카핑아마랑이, 미크로네시아 연방)
      - 누쿠리아어 (누구리아, 파푸아뉴기니 동부)[3]
      - 타쿠어 (타쿠섬, 파푸아뉴기니 동부)
      - 누쿠마누어 (누쿠마누 제도, 파푸아뉴기니 동부)
      - 온통자바어 또는 루앙이우아어 (온통 자바, 솔로몬 제도)
      - 시카이아나어 (시카이아나, 솔로몬 제도)
      - 바에아카우타우마코어 또는 필레니어 (리프 제도, 솔로몬 제도)

    - 동폴리네시아어군
      - 라파누이어 (이스터섬)
      - 중앙동폴리네시아어군
        - 마르키즈어군
          - 마르키즈·망아레바어군
            - 마르키즈어 (마르키즈 제도, 프랑스령 폴리네시아)
            - 망아레바어 (강비에 제도, 프랑스령 폴리네시아)

          - 하와이어 (하와이)

        - 타히티어군
          - 타히티어 (소시에테 제도, 프랑스령 폴리네시아)
          - 오스트랄어 (오스트랄 제도, 프랑스령 폴리네시아)
          - 라파어 (라파섬, 프랑스령 폴리네시아)
          - 투아모투어 (투아모투 제도, 프랑스령 폴리네시아)
          - 쿡 제도 마오리어 또는 라로통아어 (쿡 제도)
          - 라카항아마니히키어 (라카항아섬과 마니히키섬, 쿡 제도 북부)
          - 펜린어 또는 통아레바어 (통아레바섬, 쿡 제도 북부)
          - 마오리·모리오리어군
            - 마오리어 (뉴질랜드)
            - 모리오리어 (채텀 제도, 뉴질랜드) †

## 인칭대명사
일반적으로 폴리네시아어의 인칭대명사는 단수, 쌍수, 복수의 세 가지 수가 있다. 예를 들어 마오리어에는 ia (그), rāua (그 둘), rātou (그들 셋 이상)와 같은 인칭대명사가 있다. 쌍수와 복수 대명사의 어말에서 여전히 수사 rua (2)와 toru (3)의 흔적이 보이며, 따라서 복수는 원래 삼수 또는 소복수였고 원래의 복수는 사라졌다고 짐작할 수 있다. (폴리네시아어군과 가까운 관계인 피지어에는 단수, 쌍수, 소복수, 복수가 모두 있으며 오늘날 소복수는 3에서 10에 이르는 수를 나타낼 수 있다.) 또 폴리네시아어의 인칭대명사는 청자배제 1인칭, 청자포함 1인칭, 2인칭, 3인칭의 네 가지 인칭을 구별한다. 예를 들어 마오리어의 복수 인칭대명사는 mātou (우리 셋 이상, 청자 배제), tātou (우리 셋 이상, 청자 포함), koutou (너희 셋 이상), rātou (그들 셋 이상)이 있다.

## 수사 비교
| 수             | 1    | 2    | 3     | 4     | 5      | 6          | 7           | 8            | 9          | 10           |
| -------------- | ---- | ---- | ----- | ----- | ------ | ---------- | ----------- | ------------ | ---------- | ------------ |
| 니우에어       | taha | ua   | tolu  | fa    | lima   | ono        | fitu        | valu         | hiva       | hogofolu     |
| 통가어         | taha | ua   | tolu  | fa    | nima   | ono        | fitu        | valu         | hiva       | hongofulu    |
| 사모아어       | tasi | lua  | tolu  | fa    | lima   | ono        | fitu        | valu         | iva        | sefulu       |
| 투발루어       | tasi | lua  | tolu  | fa    | lima   | ono        | fitu        | valu         | iva        | agafulu      |
| 나누메아어     | tahi | lua  | tolu  | fā    | lima   | ono        | fitu        | valu         | iva        | toa          |
| 토켈라우어     | tahi | lua  | tolu  | fa    | lima   | ono        | fitu        | valu         | iva        | hefulu       |
| 왈리스어       | tahi | lua  | tolu  | fā    | nima   | ono        | fitu        | valu         | hiva       | hogofulu     |
| 푸카푸카어     | tayi | lua  | tolu  | wa    | lima   | ono        | witu        | valu         | iva        | laugaulu     |
| 렌넬어         | tahi | ŋgua | toŋgu | hā    | ŋgima  | ono        | hitu        | baŋgu        | iba        | katoa        |
| 필레니어       | tasi | rua  | toru  | fā    | lima   | ono        | fitu        | valu         | iva        | kʰaro        |
| 티코피아어     | tasi | rua  | toru  | fa    | rima   | ono        | fitu        | varu         | siva       | fuaŋafuru    |
| 아누타어       | tai  | rua  | toru  | paa   | nima   | ono        | pitu        | varu         | iva        | puangapuru   |
| 서우베아어     | tahi | ƚua  | toƚu  | fa    | lima   | tahia-tupu | luaona-tupu | toluona-tupu | faona-tupu | limaona-tupu |
| 에마에어       | tasi | rua  | toru  | fa    | rima   | ono        | fitu        | βaru         | siβa       | ŋafuru       |
| 멜레필라어     | tasi | rua  | toru  | fa    | rima   | ono        | fitu        | βaru         | siβa       | siŋafuru     |
| 푸투나아니와어 | tasi | rua  | toru  | fa    | rima   | ono        | fitu        | varo         | iva        | tagafuru     |
| 시카이아나어   | tahi | lua  | tolu  | hā    | lima   | ono        | hitu        | valo         | sivo       | sehui        |
| 온통자바어     | kahi | lua  | kolu  | hā    | lima   | oŋo        | hiku        | valu         | sivo       | sehui        |
| 타쿠어         | tasi | lua  | toru  | fa    | rima   | ono        | fitu        | varu         | sivo       | sinafuru     |
| 카핑아마랑이어 | dahi | lua  | dolu  | haa   | lima   | ono        | hidu        | walu         | hiwa       | mada         |
| 누쿠오로어     | dahi | lua  | dolu  | haa   | lima   | ono        | hidu        | valu         | siva       | hulu         |
| 라파누이어     | tahi | rua  | toru  | ha    | rima   | ono        | hitu        | vaʻu         | iva        | ʻahuru       |
| 타히티어       | tahi | piti | toru  | maha  | pae    | ōno        | hitu        | vaʻu         | iva        | hōeʻahuru    |
| 펜린어         | tahi | lua  | tolu  | hā    | lima   | ono        | hitu        | valu         | iva        | tahi-ngahulu |
| 라로통아어     | taʻi | rua  | toru  | ā     | rima   | ono        | ʻitu        | varu         | iva        | ngaʻuru      |
| 투아모투어     | tahi | rua  | toru  | fā    | rima   | ono        | hitu        | varu         | iva        | rongoʻuru    |
| 마오리어       | tahi | rua  | toru  | whā   | rima   | ono        | whitu       | waru         | iwa        | tekau        |
| 모리오리어     | tehi | teru | toru  | tewha | terima | teono      | tewhitu     | tewaru       | teiwa      | meangauru    |
| 망아레바어     | tahi | rua  | toru  | ha    | rima   | ono        | hitu        | varu         | iva        | rogouru      |
| 남마르키즈어   | tahi | ʻua  | toʻu  | fā    | ʻima   | ono        | fitu        | vaʻu         | iva        | ʻonohuʻu     |
| 하와이어       | kahi | lua  | kolu  | hā    | lima   | ono        | hiku        | walu         | iwa        | ʻumi         |

## 같이 보기
- 폴리네시아조어
- 롱고롱고 문자